# Mordialloc

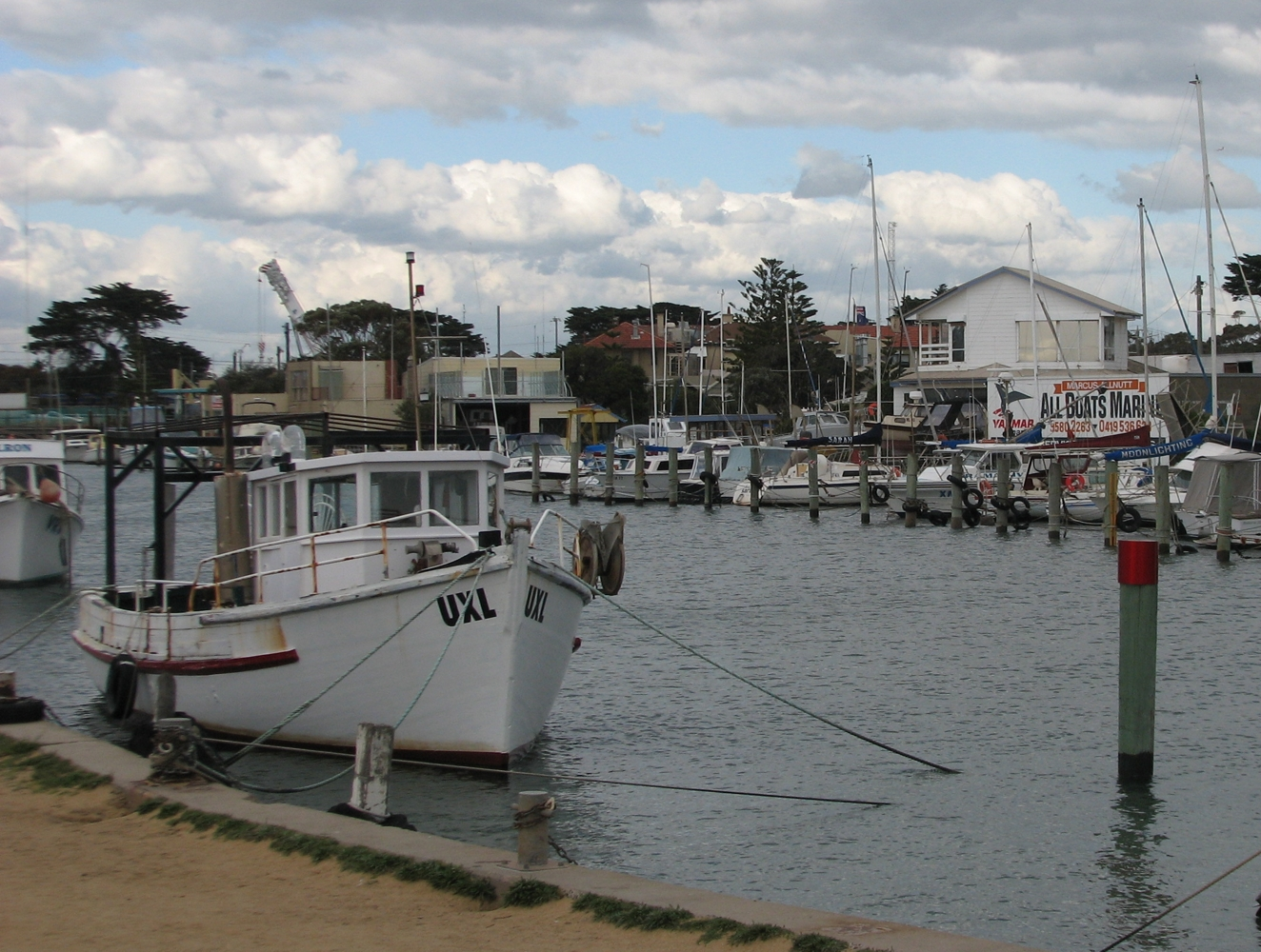
Mordialloc Creek in Mordialloc (2008)

Mordialloc ist ein Stadtteil von Melbourne im australischen Bundesstaat Victoria. Er befindet sich ca. 24 km südöstlich der Innenstadt. Der Name leitet sich aus der Sprache der Aborigines ab und bedeutet „kleiner See“ oder „kleiner Bach“. Durch den Stadtteil verläuft das Mordialloc Creek.

## Geschichte
Das Gebiet wurde in den 1840er Jahren von einem Siedler namens McDonald bewohnt. Nach diesem ist heute eine Straße benannt. In den ersten Jahrzehnten lebten die Bewohner hauptsächlich vom Fischfang. 1863 wurde im Gebiet ein Postamt eröffnet. 1881 wurde eine Eisenbahnverbindung nach Melbourne eingerichtet.